# SAIC Motor
SAIC Motor Corp., Ltd. (dříve Shanghai Automotive Industry Corporation) je čínská státní automobilka se sídlem v Antingu v Šanghaji.

## Historie
Společnost byla založena v roce 1955 a s 5,37 miliony prodaných vozů v roce 2021 je největším z „velké čtyřky“ státních výrobců automobilů v Číně. Dalšími pak jsou FAW Group (3,50 milionů prodaných vozů), Dongfeng Motor Corporation (3,28 milionů) a Chang'an Motors (2,30 milionů) (všechny údaje k roku 2021).
Původ SAIC Motor sahá do počátků čínského automobilového průmyslu ve 40. letech 20. století, přičemž jako jedna z mála automobilek v Maově Číně vyrobila automobil Shanghai SH760. Od roku 1984 tvoří s německým Volkswagenem společnou firmu (tzv. „joint venture“) SAIC Volkswagen (Volkswagen, Škoda, Audi) a od roku 1998 rovněž i s americkými General Motors tvoří SAIC-GM (Chevrolet, Buick, Cadillac). Společnost také pod svou vlastní značkou vyrábí a prodává vozidla jako jsou Roewe, MG, Maxus/LDV, Rising a IM. Zároveň je to i největší akcionář SAIC-GM-Wuling (SGMW), společné firmy prodávající značková vozidla Wuling a Baojun. V roce 2021 tvořily vozy domácí značky 52 % prodejů.
V roce 2020 časopis Fortune zařadil SAIC Motor ve svém žebříčku Fortune Global 500 (100) na 52. místo, v roce 2021 na 60. místo. V roce 2022 pak na 68. místo žebříčku Fortune Global 500. Ve stejném žebříčku se v roce 2023 SAIC Motor umístil na 84. místě. Včetně SGMW je také třetí největší společností s elektromobily do zásuvky (bateriové a plug-in hybrid) a druhou největší společností s bateriovými elektromobily na světě s 10,5% a 13% podílem na celosvětovém trhu v roce 2021.
V roce 2024 SAIC Motor rozšířil spolupráci s firmou Volkswagen, přičemž se společně dohodli na vývoji dvou plně elektrických a tří hybridních vozů.
Produkty SAIC Motor se prodávají pod různými značkami, včetně značek jejích partnerů ve společné firmě. Vyrábí také elektromobily pod některými z dříve uvedených značek, včetně specializovaných značek BEV, jako jsou Feifan a IM.